# Imad Mugniyah
Imad Fayez Mugniyah (árabe: عماد فايز مغنية; alias: Hajj Radwan) (Tayr Dibba, Líbano, 7 de diciembre de 1962 – Damasco, Siria, 12 de febrero de 2008) fue un jefe de Inteligencia política de Hezbolá.
Mugniyah había pasado a la clandestinidad y se había sometido a cirugía plástica para alterar su apariencia y buscaba un perfil bajo mientras trabajaba organizando el ala militar de Hezbolá. Fue acusado de conspiración por cometer actos de piratería aérea, toma de rehenes, asesinato, interferir en los deberes de la tripulación aérea, colocar un dispositivo destructivo a bordo de una aeronave y llevar consigo explosivos al abordar una aeronave.
Mughniyeh estuvo detrás de la masacre de 1983 en el Líbano, cuando un camión cargado de explosivos impactó contra el cuartel general de los marines en Beirut, provocando la muerte de 241 de ellos y 58 paracaidistas. Fue la mente de los ataques de 1983 a la Embajada de los Estados Unidos en Beirut, Líbano, y la cabeza de varios secuestros en los años 1980. Es famosa la foto en la que se lo ve encañonando con un arma a la cabeza del piloto del vuelo 847 de la TWA secuestrado. También fue acusado de participar en el  atentado con bomba contra las Torres Khobar en Arabia Saudita en 1996, en el que murieron 17 personas.
Estados Unidos emitió un mandato de captura contra Mugníyah por el secuestro y desvío del vuelo 847 de TWA entre Atenas y Roma, que terminó en Beirut el 14 de junio de 1985. También se cree que participó en el asesinato del jefe de la delegación de la CIA en Beirut William Francis Buckley. El Departamento de Estado de los Estados Unidos llegó a ofrecer hasta 5 millones de dólares por información que llevara a su captura. Mugniyah era buscado por los sauditas, los egipcios, los estadounidenses, los kuwatíes, los israelíes,  los franceses y los argentinos, por distintos actos terroristas. Mugníyah fue acusado por el fiscal argentino Alberto Nisman de armar los grupos operativos que actuaron en dos atentados con bombas en Buenos Aires, por lo que había un pedido de captura emitido por la Justicia argentina por ser  el presunto autor intelectual del atentado a la embajada de Israel en Argentina en 1992, así como del atentado contra la AMIA en la ciudad de Buenos Aires, Argentina..
Mugníyah murió por la explosión de un coche bomba en Damasco, Siria, el 12 de febrero de 2008, Hezbolá acusó a Israel de estar detrás del atentado. Israel negó estar detrás del asesinato. El 27 de febrero Al-Quds Al-Arabi aseguró que varios Estados árabes ayudaron al Mosad a llevar a cabo el atentado.
En 2009, el gobierno de Irán le dio su nombre a una calle en Teherán, que  une otras dos calles, una con el nombre del asesino del presidente de  Anwar al Sadat, el egipcio Jaled al Islambuli, y la otra con el nombre del elemento Ahmad Qasir. El gobierno iraní le ofreció una sepultura en el cementerio de los mártires y publicaron un sello postal en su memoria de Mughniye.

## Personalidad
Según el exagente de la CIA Robert Baer, "Mughniyah es probablemente el agente más inteligente y más capaz con el que nos hemos cruzado, incluidos los miembros de la KGB o cualquier otra persona. Entra por una puerta, sale por otra, cambia de coche a diario, nunca hace citas por teléfono, nunca es predecible. Solo usa personas que le son leales en las que puede confiar plenamente. No solo recluta personas ". Fue descrito como "alto, esbelto, bien vestido y bien parecido ... ojos penetrantes", hablando algo de inglés pero mejor francés.
"Tanto Osama bin Laden como Mughniyeh eran asesinos patológicos", dijo Milton Bearden, oficial veterano de la CIA con 30 años de experiencia. "Pero siempre hubo un persistente aficionado a bin Laden: su pasado exageradamente publicitado, sus afirmaciones falsas y falsas... Bin Laden se encogió y se escondió. Mughniyeh pasó su vida riéndose de nosotros".
Nasrallah también afirmó que "Hajj Imad se encuentra entre los mejores líderes y comandantes en la arena libanesa. Tuvo un papel importante durante la ocupación (del sur del Líbano por parte de Israel) en 2000. Pero en cuanto a su relación con Hezbolá, mantenemos la tradición de no hablar de nombres". El general iraní Qasem Soleimani, que comandaba la élite de la Fuerza Quds, describió a Mugniyeh como "la leyenda de nuestro tiempo", el dolor causado por su pérdida fue solo superado por el ayatolá Ruhollah Jomeiní en 1989, líder de las Fuerzas Armadas de 1979 durante la evolución iraní. Soleimani declaró que lo que hacía único a Mugniyeh no era su experiencia en la guerra de guerrillas sino "su apego a algo supraterrestre" luchando contra Israel.
Después de su muerte, Mugniyeh adquirió una personalidad legendaria y folclórica. Para muchos en su país de origen, el Líbano, y en el Medio Oriente, simboliza la resistencia a la ocupación militar extranjera, un héroe y una mente maestra que expulsó sin ayuda a los ejércitos estadounidense e israelí. El hombre detrás del apuñalamiento de Salman Rushdie tenía una licencia de conducir falsa con el nombre de Hassan Mughniyah, lo que sugiere una mezcla entre el nombre y el apellido de Hassan Nasrallah e Imad Mughniyeh, respectivamente.
Según su familia, era un padre dedicado y tenía fama de modesto, respetuoso y humilde, hasta el punto de que sus vecinos en Siria pensaban que era un chofer de la embajada iraní.